# Menoceras
Menoceras es un género extinto de rinoceronte del tamaño de un cerdo que vivió en las planicies estadounidenses durante el Mioceno. La abundancia de los restos fósiles encontrados en los diferentes yacimientos, particularmente en Agate Springs (Nebraska), parece apoyar casi con seguridad la tesis de que este animal viviera y muriera en grandes manadas. 
Los menoceras machos contaban con dos cuernos, uno al lado del otro, en la punta del hocico, mientras que las hembras estaban desprovistas de cornamenta.